# Джакомо делла Порта
Джакомо делла Порта (італ. Giacomo della Porta, * бл. 1532 у Порлецца, Ломбардія — † 1602, Рим) — італійський архітектор та скульптор.

## Життєпис
Походить з Ломбардії. Належав до родини скульпторів Комачіне і сам починав як скульптор. Художню кар'єру почав в місті Генуя в майстерні свого дядька. В соборі Св. Лаврентія в Генуї для каплиці родини Чібо створив декілька скульптур та рельєфів.

## Римський період
Джакомо делла Порта перебрався в Рим, що став відомим центром європейського та італійського маньєризму, а згодом і бароко. Папська столиця вабила замовами, заробітками та широкими творчими можливостями, пожвавленням мистецького життя, незважаючи на утиски церковної цензури і Контрреформації.
В Римі ломбардець став учнем Мікеланджело та найяскравішим втілювачем його ідей, до яких підходив творчо. Після 1563 року використовуючи плани Мікеланджело провів перебудову Капітолійських палаців та площі на Капітолії.
1573року, по смерті ще одного свого вчителя Бароцці да Віньола, отримав від єзуїтів керування будівництвом церкви Il Gesù. У 1584 році ця ж церква облицьовується сконструйованим ним фасадом.
Також у цьому ж 1573 році керує будівництвом Собору Святого Петра, та разом з Доменіко Фонтана у 1588—1590 завершує купол собору, проте відхилившись від планів Мікеланджело і збільшивши його на 4 метри з міркувань більшої надійності еліптичної форми як такої.
Близькість до папського двору та двох авторитетних ватиканських архітекторів (Мікеланджело Буонарроті та Джакомо да Віньола), власні таланти архітектора-практика та царедворця сприяли успішній кар'єрі митця в Римі. Серед покровителів Джакомо делла Порта — папи римські Григорій XIII (понтифікат 1572—1585) та Сикст V (понтифікат 1585—1590).
Джакомо делла порта був задіяний в створенні фасадів декількох церков Рима, що мали містобудівне значення, серед них — церква Сан-Луїджі-дей-Франчезі, Санта-Марія-дей-Монті, церква Св. Афанасія та церква флорентійців. Делла Порта — автор проекту північного фасаду базиліки Сан Джованні ін Латерано. Але він працює не тільки в галузі сакральної архітектури. Містобудвне значення матиме і світська споруда архітектора — вілла Альдобрандіні для кардинала П'єтро Альдобрандіні. Працював інженером і архітектором при створенні барокових обелісків та фонтанів у спекотному Римі.

## Вибрані твори

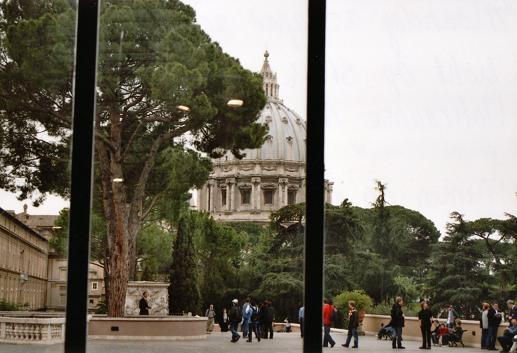

- Ораторій у SS. Crocifisso (1562—1568)
- Церква Il Gesù (1571—1575)
- Фонтан у Палаццо Борґезе (1573)
- Фонтан на Piazza Colonna (1574)
- Палац сенатрів на Капітолії (1573—1602)
- Палаццо делла Сапієнца (1578—1602)
- Палаццо Капіцукхі (1580)
- Церква Santa Maria ai Monti (1580)
- Церква San Atanasio dei Greci (1581)
- Проект фасаду Сан-Луїджі-дей-Франчезі (1589)
- Церква Santa Maria Scala Coeli
- Палаццо Марескотті (1585)
- Палаццо Серлупі (1585)
- Триніта-дей-Монті (1586)
- Фонтан di Piazza alli Monti (1589)
- Купол Собору Святого Петра (1588-90)
- Фонтан на Piazza di Santa Maria in Campitelli (1589)
- Фонтан навпроти Santi Venanzio e Ansovino (1589)
- Фонтан della Terrina (1590)
- Палаццо Фані (1598)
- Церква San Paolo alle Tre Fontane (1599)
- Святого Миколи ін Карцере (1599)
- Палаццо Альбертоні Спінола (1600)
- Вілла Альдобрандіні у Фраскаті (1600-02)
- Капелла Альдобрандіні у Санта Марія сопра Мінерва (1600-02)

## Галерея

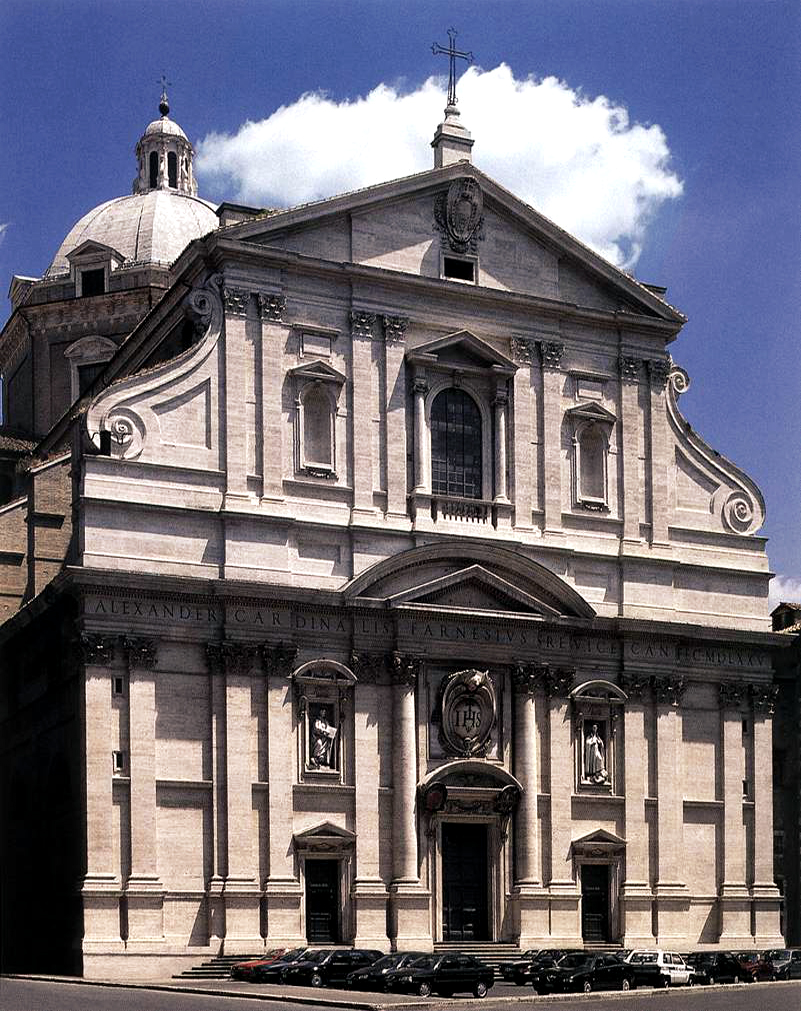
Фасад церкви Іль Джезу
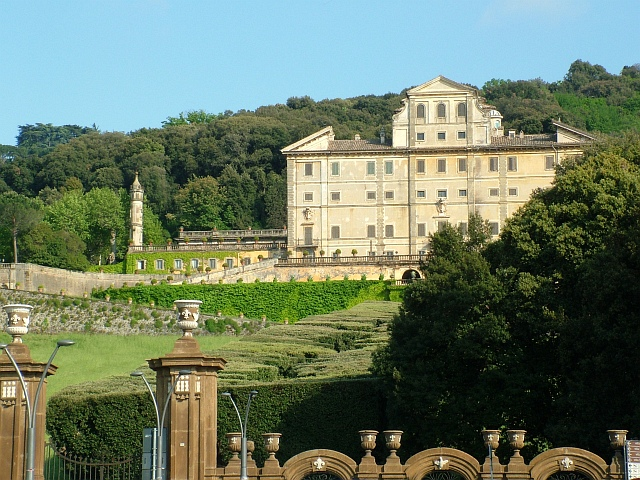
Вілла Альдобрандіні
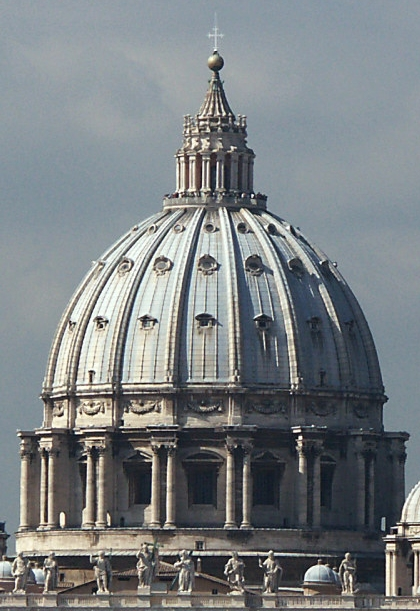
Купол собору Св.Петра.
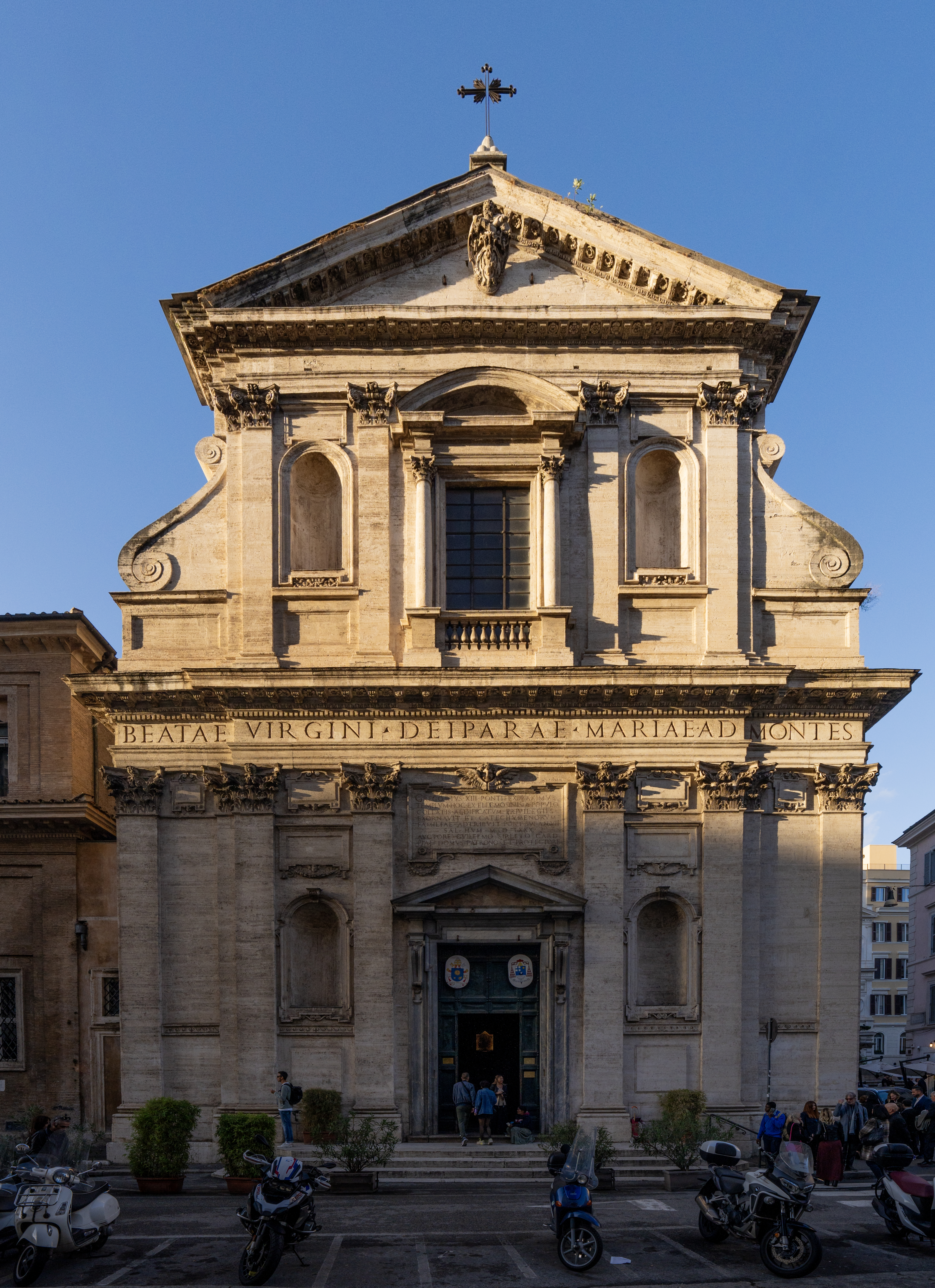
Санта-Марія-дей-Монті
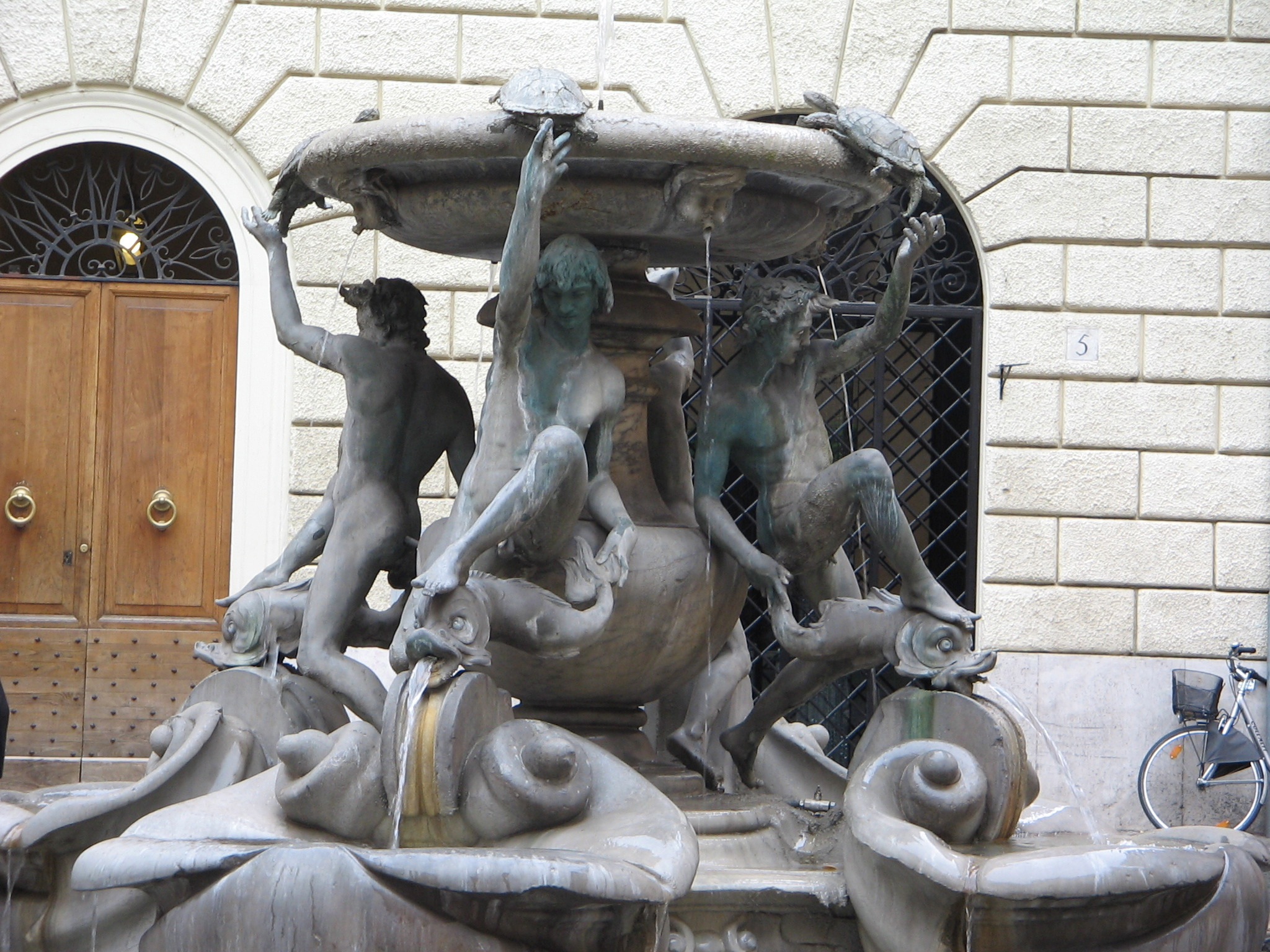
Фонтан черепах